# John Peel

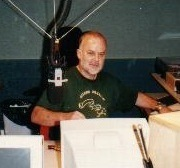
John Peel

John Robert Parker Ravenscroft (Heswall (Engeland), 30 augustus 1939 – Cuzco (Peru), 25 oktober 2004) was een Engelse radio-diskjockey die na eerst op de zeezender Radio London gewerkt te hebben vanaf 1967 tot aan zijn dood onder de naam John Peel actief was voor de BBC.
Peel was zo'n 35 jaar lang een van de invloedrijkste deejays ter wereld. Als voorvechter van 'alternatieve' muziek speelde hij, vooral in het punk- en postpunktijdperk, een belangrijke rol bij de doorbraak van diverse Britse bands. Hij speelde een belangrijke rol bij de ontdekking van popfenomenen als David Bowie, The Sex Pistols, Radiohead en Underworld. Hoewel Peel een brede smaak had, wordt hij vooral geassocieerd met artiesten uit het punktijdperk. Zijn favoriete band was The Fall en zijn favoriete single Teenage Kicks van The Undertones.
In het midden van de jaren tachtig maakte hij enige tijd een wekelijkse radio-uitzending voor de Nederlandse publieke omroep VPRO op destijds Hilversum 3.
Omdat de BBC in het verleden, om vakbondstechnische redenen, maar een beperkt deel van de zendtijd aan grammofoonplaten mocht besteden, haalde Peel regelmatig bands voor een opnamesessie naar de studio. Van deze Peel Sessions, die in het beste geval de directheid van een live-optreden koppelt aan de geluidskwaliteit van een opnamestudio, werden er in de loop der tijd vele als album uitgebracht. Hetzelfde idee werd later in Nederland toegepast door Jan Douwe Kroeske in zijn wekelijkse radioprogramma 2 Meter Sessies bij de VARA op de nationale publieke popzender Radio 3.
In 1998 werd Peel geridderd in de Orde van het Britse Rijk. In 2002 verkozen Britse televisiekijkers hem tot 43ste op een lijst van de honderd belangrijkste Britten. John Peel stierf op 25 oktober 2004 tijdens een werkvakantie in Peru aan een hartinfarct. Een jaar later werd in Engeland de eerste John Peel Day gehouden. Ter herinnering aan de dj vonden door het hele land optredens plaats om 'alternatieve' muziek onder de aandacht te brengen. In Nederland werd een podium op Pinkpop 2005 naar hem vernoemd (Van 1978 t/m 1986 was Peel presentator van Pinkpop) in Geleen. In hetzelfde jaar werd ook het podium voor nieuwe bands op Glastonbury Festival naar Peel vernoemd.